# Powiat Komárom
Powiat Komárom (węg. Komáromi járás) – jeden z siedmiu powiatów komitatu Komárom-Esztergom na Węgrzech. Siedzibą władz jest miasto Komárom.

## Miejscowości powiatu Komárom
- Ács
- Almásfüzitő
- Bábolna
- Bana
- Csém
- Kisigmánd
- Komárom
- Mocsa
- Nagyigmánd